# Marubini
I marubini sono un tipo di pasta ripiena riconosciuta come prodotto agroalimentare tradizionale per la regione Lombardia. Piatto tipico del Cremonese, con un ripieno a base di brasato, di pistöm (impasto di salame cremonese), grana padano, noce moscata, dalla forma tonda e spessa o quadrata, vengono cotti e serviti nei tre brodi (filtrati) ottenuti utilizzando manzo, gallina e salame da pentola.
Sono abitualmente consumati anche nella Bassa piacentina.